# Anoectochilus sandvicensis
Anoectochilus sandvicensis är en orkidéart som beskrevs av John Lindley. Anoectochilus sandvicensis ingår i släktet Anoectochilus och familjen orkidéer. IUCN kategoriserar arten globalt som sårbar.
Artens utbredningsområde är Hawaii. Inga underarter finns listade i Catalogue of Life.